# Padang Mulia
Padang Mulia is een bestuurslaag in het regentschap Bangka Tengah van de provincie Bangka-Belitung, Indonesië. Padang Mulia telt 4265 inwoners (volkstelling 2010).